# Fyrtøjet (film fra 1993)
|  | Denne artikel er oprettet af botten Steenthbot ud fra en ekstern database. Den kan derfor have sproglige fejl eller mangler. Denne skabelon kan fjernes efter kontrol af indholdet. |

 For alternative betydninger, se Fyrtøjet (flertydig). (Se også artikler, som begynder med Fyrtøjet)
Fyrtøjet er en dansk børnefilm fra 1993 instrueret af Mihail Badica efter eget manuskript.

## Handling
Der kom en Soldat marcherende henad Landevejen: Een, To!, Een To! han havde sin Tornyster paa Ryggen og en Sabel ved Siden, for han havde været i Krigen, og nu skulle han hjem. Den rumænsk/danske dukkefilmmester Mihail Badica genfortæller frejdigt og frit H.C. Andersens prægtige eventyr i sit eget dukkefilmunivers: soldaten er blevet en tørstig landsknægt og prinsessen en buttet matrone. Denne dukkefilm har international standard og er helt enestående, idet dukkerne gestikulerer på tegnsprog, således at døve børn og voksne hjælpes på vej, uden at det på nogen måde generer hørende.